# رجل لكل بيت (مسرحية)
رجل لكل بيت هي مسرحية كوميدية مصرية عُرضت سنة 1973، بطولة صلاح ذو الفقار وليلي طاهر، إخراج محمود عزمي.

## بطولة
- صلاح ذو الفقار
- ليلي طاهر
- محمود التوني
- تغريد البشبيشي